# Хосе де Акоста
Хосе́ де Ако́ста (ісп. José de Acosta; 1539, Медіна-дель-Кампо, Стара Кастилія, Іспанія — 1600) — великий іспанський історик, географ і натураліст, член ордена єзуїтів, католицький місіонер. Автор творів, присвячених природі та культурі Америки; передбачив ряд теорій, висунутих наукою XIX століття.

## Біографія
Народився у місті Медіна-дель-Кампо, в 13 років став новіцієм Товариства Ісуса. Вивчав теологію в Окана. У квітні 1559 року вирушив до Ліми, столиці віцекоролівства Перу, де роком раніше з'явились перші єзуїти. З 1571 року впродовж 14 років вів велику та плідну місіонерську і просвітницьку діяльність: Акоста викладав богослів'я у єзуїтських колегіях віцекоролівства, сам заснував багато навчальних закладів у різних містах Перу (в тому числі Куско та Потосі), в 1576 році був обраним провінціалом (головою відділення ордену на певній території). За час свого перебування в Південній Америці Акоста зібрав велику кількість фактів про природу регіону та культурах його аборигенів. Вступив у конфлікт з віцекоролем Перу Франсіско де Толедо, графом Оропеса, він був відкликаний до Іспанії в 1585 році; поверненню передувало перебування в Мексиці, де Акоста продовжив свої дослідження. У 1587 році він остаточно повернувся до метрополії, де зблизився з королем Філіппом II. Надалі, Акоста жив та працював у Римі, Вальядоліді та Саламанці як орденський сановник, університетський викладач та церковний проповідник (його проповіді користувались великим успіхом і були видані в Саламанці в трьох томах). Помер у Вальядоліді, обіймаючи посаду ректора саламанкської єзуїтської колегії.

## Географ
Александр фон Гумбольдт високо оцінив роботу Акости з досліджень в області метеорології та фізики, і за численні відкриття його вшановано званням одного із Засновників Геофізики. У його Історії вперше з'явилась теорія про чотири лінії без магнітного відхилення (він описав використання компаса, кут відхилення, різницю між Магнітним і Північним полюсом; хоч відхилення були відомі ще в XV столітті, він описав коливання відхилень від однієї точки до іншої; він ідентифікував місця з нульовим відхиленням: наприклад, на Азорських островах); міркування про вигини ізотермічних ліній і про розподіл тепла в залежності від широти, про направлення течій і багатьох фізичних явищ: різницю кліматів, активності вулканів, землетрусів, типи вітрів і причини їх виникнення. Хосе де Акоста в своїй Історії (1590), вперше пояснив природу відпливів і припливів, періодичність і взаємозв'язок з фазами Місяця. Він першим довів, що землетруси та вулканічні викиди мають різну природу. Описав різні землетруси (Вальдівія, Чилі, в 1575 році; Арекіпа, Перу, в 1582; Ліма, Перу, в 1586; і Кіто, Еквадор в 1587), їх очевидність привела його до думки, що вони здійснюють послідовне переміщення з Півдня на Північ. Він також першим описав цунамі висотою 25 метрів, які ввірвалися на сушу на відстань 10 км.

## Лінгвіст
Відомо, що Акоста був знайомим з різними мовами та абетками, принаймні він цікавився ними. Він сам згадує про знайомство з китайцями в Мексиці та їхні ієрогліфи, і навіть просив їх записати китайською таку фразу: «Josef de Acosta ha venido del Perú» (Хосе Акоста приїхав з Перу), ті через довгий час записали, а потім прочитали; проте Акоста виявив примітну різницю: поняття вони змогли передати, а ім'я — ні, тому що вони шукають подобу імені у своїй мові для ієрогліфа. Акоста також особисто бачив японські ієрогліфи (залишені в записах японців, які побували в Європі), які легко відрізняв від китайських, хоч і схожих, порівняв їх з буквами та фігурами, що відповідає дійсності.

## Творчість
Перу Хосе де Акоста належить багато богословських творів, збірник проповідей, а також три трактати про Америку:
- «Про природу Нового Світу» (лат. De Natura Novi Orbis).
- «Про поширення Євангелія серед варварів, чи Про досягнення спасіння індіанців» (лат. De promulgatione Evangelii apud Barbaros, sive De Procuranda Indorum salute).
- «Природна та моральна історія Індії» (ісп. Historia natural y moral de las Indias). В них він приводить широкий фактичний матеріал і вперше висловив ряд ідей, розвинуті наукою XIX століття. Задовго до відкриття Берингової протоки Акоста висунув гіпотезу про заселення Америки вихідцями з Азії. Також він припускав, що американська фауна виникла з європейської (що дозволяє вважати його одним з попередників дарвінізму), та зазначав у жителів Анд розвиток здатності жити на висоті понад 4000 метрів, передбачав досягнення наукової фізіології. Акоста зробив спробу класифікувати народи Америки за етнокультурним принципом (він відрізняв три основні «категорії варварів») і детально описав особливості цивілізацій ацтеків та інків.

Збереглись підписи Хосе де Акоста на різних документах:
- 1) в листі конкістадора Франсіско Чавеса (учасника полонення короля інків Атауальпи) — в його «Повідомленні Королю Іспанії», складеному 15 серпня 1533 року в місті Кахамарка. Підпис такий: («Non D.[omino].D.[entur].Ex simus [Eversimus] — Joseph de Acosta»). Також на цьому листі зберігся підпис Поло де Ондегардо («No es cosa»).
- 2) в листі Акости до Глави Ордена Єзуїтів, отця Аквавіви, 12 квітня 1584 року.

## Видання його творів
- 1588—1589 — Acosta (Jose de) De Natura Novi Orbis Libri duo et de Promulgatione Evangelii apud Barbaros. Salamanca.
- 1595 (Друге видання) Salamanca. 1595.
- 1596 (Чергове видання) Colonics Agrippinoz. 1596.
- 1590 — Historia Natural y Moral de las Indias, en que se tratan las cosas notables del Cielo, y Elementos, Metales, Plantas y Animates dellas; y los Ritos, y Ceremonias, Leyes, y Gobierno y Guerras de los Indios. Sevilla. 1590.
- 1591 (Чергове видання) Barcelona. 1591. 8°-
- 1608 (Чергове видання) Madrid. 1608.
- 1610 (Чергове видання) Madrid. 1610.
- 1792 (Чергове видання) 2 vols. Madrid. 1792. 4°.
- 1596 — Historia naturale e morale della Indie novamente tradotta. . . .de Giovanni Paolo Gallacio. Venetia. 1596.
- 1597 — Histoire naturelle et morale des Indes, tant Orientalles qu' Occidentalles; traduites en Francois par Robert Regnault, Cauxois. Paris. 1597. 8°.
- 1600 (Чергове видання) Paris. 1600. 8°.
- 1601 (Чергове видання) 1601. Fol.
- 1606 (Чергове видання) Paris. 1606. 8°.
- 1616 (Чергове видання) Paris. 1616. 8°.
- 1598 — Historie naturall ende morael van de Westorsche Indien . . . .overghent door J. Huyghen van Linschoten. Enckhuysen. 1598. 8°.
- 1727 — Ontdekking Van West Indien … .door J. D'A…. 1592 nyt het Spaans Verladd P. Van de Aa, etc. Deil 8. 1727. Fol.
- 1601 (Чергове видання) See Theodor de Bry. Von Gelegenheit der Elemente natur de Neuer Welt. J. H. Van Linschoten. 1601. Fol.
- 1602 (Чергове видання) &Theodor de Bry. America nova pars. .. .denovis orbis naturae Acosta. America. Pars IX. Francoforti. 1602. Fol.
- 1624 — (Чергове видання) See Theodor de Bry. Paralipomena Americas, hoe est discursus accurataque Americas descriptio. America. Pars XII. Frankforti. 1624. Fol.
- 1604 — The Naturall and Morall Historie of the East and West Indies …. written in Spanish …. translated into English by E. G. (Edward Grimeston). 1604. 4°.
- 1880 (Чергове видання) Reprinted from the English translated edition of E. Grimeston, 1604, with notes by Clements R. Markham. 2 vols. London. 1880. 8°. (Hakluyt Society, Nos. 60 and 61.)